# Diecéze Reykjavík
Diecéze Reykjavík (latinsky Dioecesis Reykiavikensis) je jediná římskokatolická diecéze na Islandu, která pokrývá celé území země. V Reykjavíku se nachází katolická katedrála Krista Krále. Současným reykjavíckým biskupem le slovenský kapucín Dávid Tencer.

## Stručné dějiny
Prvním katolickým misionářem na Islandu v 19. století byl Bernard Bernard, francouzský saletin. V roce 1923 vznikla samostatná apoštolská prefektura, již v roce 1929 povýšená na apoštolský vikariát. Roku 1968 byl povýšen na diecézi.